# جيمي كوين
جيمي كوين (بالإنجليزية: Jimmy Quinn)‏ (18 نوفمبر 1959 ببلفاست في المملكة المتحدة - ) هو مدرب كرة قدم ولاعب كرة قدم أيرلندي شمالي في مركز الهجوم، شارك في كأس العالم 1986. وشارك مع منتخب أيرلندا الشمالية لكرة القدم. أما مع النوادي، فقد لعب مع برادفورد سيتي وبلاكبيرن روفرز وسويندون تاون وشروزبري تاون وليستر سيتي ونادي بورنموث ونادي بيتربورو يونايتد ونادي ريدنغ ونادي هيرفورد ووست هام يونايتد ونادي هايز ونادي أوزورتي تاون ‏ وNantwich Town F.C. ‏ ونورثويتش فيكتوريا وCongleton Town F.C. ‏ وHighworth Town F.C. ‏.

## وصلات خارجية
- جيمي كوين على موقع الاتحاد الأوربي (الإنجليزية)
- جيمي كوين على موقع قاعدة بيانات كرة القدم.إي يو (الإنجليزية)
- جيمي كوين على موقع ناشيونال فوتبول تيمز (الإنجليزية)
- جيمي كوين على موقع Soccerbase.com (لاعب) (الإنجليزية)
- جيمي كوين على موقع Soccerbase.com (مدرب) (الإنجليزية)
- جيمي كوين على موقع عالم كرة القدم.نت (الإنجليزية)